# Up Down (песня Моргана Уоллена)
«Up Down» — песня американского кантри-певца Моргана Уоллена при участии Florida Georgia Line. Она была выпущена 27 ноября 2017 года лейблом Big Loud в качестве второго сингла из дебютного студийного альбома Уоллена If I Know Me. «Up Down» — песня, написанная Майклом Харди, Брэдом Клоусоном и Си Джей Соларом и спродюсированная Joey Moi. Сингл занял первое место в чарте Billboard Country Airplay и пятое место в чарте Hot Country Songs. Она также достигла 49-го места в чарте Hot 100. Песня получила 5-кратный платиновый сертификат от Американской ассоциации звукозаписывающей индустрии (RIAA) и была продана в количестве 267 000 экземпляров по состоянию на август 2018 года. Аналогичного успеха песня добилась и в Канаде, достигнув первого места в чарте Canada Country.
В сопроводительном клипе на песню, снятом режиссёром Джастином Клафом, Уоллен и оба участника Florida Georgia Line веселятся на пляже и выступают на концерте.

## История
Майкл Харди, близкий друг Уоллена, написал песню вместе с Брэдом Клоусоном (сыном нэшвиллского автора песен Родни Клоусона) и Си Джей Соларом. Изначально Уоллен собирался исполнить песню сольно, но он связался с Florida Georgia Line, чтобы узнать их мнение о песне, и дуэт решил исполнить в ней гостевой вокал. Уоллен сказал, что тема песни о хорошем времяпрепровождении в маленьком городке ему близка из-за его собственного воспитания.

## Коммерческий успех
Песня была сертифицирована как платиновая 31 июля 2018 года и 2× платиновая 25 февраля 2020 года за два миллиона совокупных продаж и потоковых единиц. По состоянию на сентябрь 2018 года она была продана в США в количестве 333 000 копий.

## Музыкальный клип
В клипе на песню Уоллен и оба участника Florida Georgia Line веселятся на вечеринке Perdido Pass в Оранж-Бич (штат Алабама), и на концерте в The Wharf Amphitheater в Оранж-Бич (штат Алабама). Режиссёром клипа выступил Джастин Клаф.

## Пародии
В июле 2018 года пародист кантри-музыки Кледус Т. Джадд (Cledus T. Judd) выпустил пародию на песню под названием «(Weight’s Goin') Up Down, Up Down». Пародия имеет собственный клип, снятый самим Джаддом с участием членов его семьи.

## Чарты
| Чарт (2017—2018)                    | Высшая позиция |
| ----------------------------------- | -------------- |
| Канада (Billboard Canadian Hot 100) | 89             |
| Канада (Billboard Country)          | 1              |
| США (Billboard Hot 100)             | 49             |
| США (Billboard Country Airplay)     | 1              |
| США (Billboard Hot Country Songs)   | 5              |

| Чарт (2018)                      | Позиция |
| -------------------------------- | ------- |
| US Country Airplay (Billboard)   | 20      |
| US Hot Country Songs (Billboard) | 10      |

## Сертификации
| Регион                                                                      | Сертификация  | Продажи   |
| --------------------------------------------------------------------------- | ------------- | --------- |
| Канада (Music Canada)                                                       | 3× Платиновый | 240 000   |
| США (RIAA)                                                                  | 5× Платиновый | 5 000 000 |
| Данные о продажах + прослушиваниях приведены только на основе сертификации. |               |           |